# Iron Fist (serial telewizyjny)
Iron Fist (ang. Marvel’s Iron Fist) – amerykański fantastycznonaukowy serial akcji na podstawie serii komiksów o superbohaterze o o tym samym pseudonimie wydawnictwa Marvel Comics. Serial ten jest częścią franczyzy Filmowego Uniwersum Marvela.
Wyprodukowany został przez ABC Studios i Marvel Television, a dystrybuowany był przez serwis Netflix. Twórcą serialu był Scott Buck, który był również showrunnerem pierwszego sezonu. Raven Metzner zastąpił go na tym stanowisku od drugiego sezonu. W głównych rolach wystąpili: Finn Jones, Jessica Henwick, Tom Pelphrey, Jessica Stroup, Ramón Rodríguez, Sacha Dhawan, Rosario Dawson, David Wenham, Simone Missick i Alice Eve. Pierwszy sezon miał swoją premierę w tym serwisie 17 marca 2017 roku.
Główny bohater, Daniel Rand, mistrz wschodnich sztuk walk, po piętnastoletniej nieobecności powraca do Nowego Jorku, aby odzyskać swoją rodzinną firmę. Kiedy pojawia się niebezpieczeństwo, musi wybierać między dziedzictwem swojej rodziny a obowiązkami jako Iron Fist.
Serial został zamówiony w listopadzie 2013 roku, obok produkcji Daredevil, Luke Cage i Jessica Jones, gdzie wszystkie cztery doprowadziły do miniserii Defenders. 21 lipca 2017 roku poinformowano, że został zamówiony drugi sezon serialu. 12 października 2018 roku Netflix poinformował o zakończeniu serialu po drugim sezonie.

## Obsada
| Postać               | Aktor / aktorka       | Pierwszy odcinek                          | Sezon 1      | Sezon 2      | Przypisy     |
| Główne role          | Główne role           | Główne role                               | Główne role  | Główne role  | Główne role  |
| -------------------- | --------------------- | ----------------------------------------- | ------------ | ------------ | ------------ |
| Danny Rand Iron Fist | Finn Jones            | 101 Powrót                                | główna       | główna       | [ 2 ] [ 3 ]  |
| Colleen Wing         | Jessica Henwick       | 101 Powrót                                | główna       | główna       | [ 3 ] [ 4 ]  |
| Ward Meachum         | Tom Pelphrey          | 101 Powrót                                | główna       | główna       | [ 5 ] [ 6 ]  |
| Joy Meachum          | Jessica Stroup        | 101 Powrót                                | główna       | główna       | [ 5 ] [ 6 ]  |
| Harold Meachum       | David Wenham          | 101 Powrót                                | główna       |              | [ 7 ]        |
| Claire Temple        | Rosario Dawson        | 105 Pod bezlistnym lotosem                | główna       |              | [ 8 ]        |
| Bakuto               | Ramón Rodríguez       | 107 Wycinka drzew wraz z korzeniami       | główna       |              | [ 9 ]        |
| Davos                | Sacha Dhawan          | 109 Znawczyni wszelkich odmian cierpienia | główna       | główna       | [ 10 ] [ 6 ] |
| Mary Walker          | Alice Eve             | 201 Wściekłość Iron Fista                 |              | główna       | [ 11 ]       |
| Misty Knight         | Simone Missick        | 204 Cel: Iron Fist                        |              | główna       | [ 3 ]        |
| Role drugoplanowe    |                       |                                           |              |              |              |
| Wendell Rand         | David Furr            | 101 Powrót                                | drugoplanowa | drugoplanowa | [ 12 ]       |
| Megan                | Barrett Doss          | 101 Powrót                                | drugoplanowa |              | [ 13 ]       |
| Kyle                 | Alex Wyse             | 101 Powrót                                | drugoplanowa |              | [ 12 ]       |
| Darryl               | Marquis Rodriguez     | 102 Shadow Hawk ucieka                    | drugoplanowa |              | [ 12 ]       |
| Gao                  | Wai Ching Ho          | 103 Mocny cios                            | drugoplanowa |              | [ 14 ]       |
| Kevin Singleton      | Ramon Fernandez       | 103 Mocny cios                            | drugoplanowa |              | [ 15 ]       |
| Lawrence Wilkins     | Clifton Davis         | 104 Córka smoka                           | drugoplanowa |              | [ 12 ]       |
| Donald Hooper        | John Sanders          | 104 Córka smoka                           | drugoplanowa |              | [ 16 ]       |
| Maria Rodriguez      | Elise Santora         | 104 Córka smoka                           | drugoplanowa |              | [ 16 ]       |
| Bethany              | Natalie Smith         | 201 Wściekłość Iron Fista                 |              | drugoplanowa | [ 17 ]       |
| BB                   | Giullian Yao Gioiello | 201 Wściekłość Iron Fista                 |              | drugoplanowa | [ 18 ]       |
| Ryhno                | Jason Lai             | 201 Wściekłość Iron Fista                 |              | drugoplanowa | [ 18 ]       |
| Sherry Yang          | Christine Toy Johnson | 202 Krew za krew                          |              | drugoplanowa | [ 19 ]       |
| Sam Chung            | James Chen            | 202 Krew za krew                          |              | drugoplanowa | [ 20 ]       |
| Torx                 | Jowin Batoon          | 202 Krew za krew                          |              | drugoplanowa | [ 18 ]       |
| Hex                  | Sydney Mae Diaz       | 202 Krew za krew                          |              | drugoplanowa | [ 18 ]       |
| Chen Wu              | Fernando Chien        | 203 Ten zabójczy sekret                   |              | drugoplanowa | [ 19 ]       |

## Emisja
Pierwszy sezon składa się z 13 odcinków, które miały swoją premierę równocześnie w tym serwisie 17 marca 2017 roku. Premiera drugiego sezonu, który składa się z 10 odcinków, miała miejsce 7 września 2018 roku.
1 marca 2022 roku Iron Fist wraz z pozostałymi serialami Marvel Television został usunięty z Netflixa na wszystkich rynkach. 16 marca został on udostępniony na Disney+ w Stanach Zjednoczonych, Kanadzie, Wielkiej Brytanii, Irlandii, Australii i Nowej Zelandii. W późniejszym terminie udostępnione zostaną w pozostałych krajach również na Disney+.

### Odcinki
| Sezon | Sezon | Odcinki | Oryginalna emisja | Oryginalna emisja |
| ----- | ----- | ------- | ----------------- | ----------------- |
|       | 1     | 13      | 17 marca 2017     | 17 marca 2017     |
|       | 2     | 10      | 7 września 2018   | 7 września 2018   |

## Produkcja

### Rozwój projektu
Od 2000 roku Iron Fist był w trakcie rozwoju jako film produkcji Marvel Studios, współfinansowany przez Artisan Entertainment. Główną rolę miał zagrać Ray Park, do napisania scenariusza został zatrudniony John Turman, a za reżyserię miał odpowiadać Kirk Wong, jednak ostatecznie projekt ten nie doszedł od do skutku. Kilka lat później prace nad filmem rozpoczęło samodzielnie Marvel Studios, gdzie zatrudniło grupę scenarzystów do pracy nad mniej znanymi postaciami. W 2007 roku zatrudniono na stanowisku reżysera Steve’a Carra. W 2010 roku studio zatrudniło Richa Wilkesa do napisania scenariusza, a w maju 2013 roku ujawniono, że Iron Fist będzie jednym z przyszłych projektów studia.
W październiku 2013 roku podano do informacji, że Marvel przygotowuje seriale i miniserię, które łącznie mają mieć 60 odcinków. A miesiąc później poinformowano o współpracy z siecią Netflix nad serialami Daredevil, Jessica Jones, Luke Cage i Iron Fist, które mają doprowadzić do min-serii Defenders. W styczniu 2015 roku Netflix podał pełny tytuł serialu: Marvel's Iron Fist. W tym samym miesiącu Ted Sarandos, dyrektor programowy Netflixa, zapewnił, że wszystkie seriale tworzone przy współpracy z Marvelem mają szansę na kolejne sezony. W grudniu 2015 roku poinformowano, że twórcą serialu będzie Scott Buck.
Tamara Becher jest jednym ze scenarzystów serialu. W październiku ujawniono, że każdy odcinek pierwszego sezonu zatytułowany będzie filmem o kung-fu, Buck poinformował również, że Iron Fist będzie lżejszy i mniej mroczny od pozostałych seriali.
21 lipca 2017 roku poinformowano, że został zamówiony drugi sezon serialu. Następnego dnia ujawniono, że Raven Metzner zastąpi Bucka na stanowisku showrunnera. Pod koniec lipca 2018 roku poinformowano, że drugi sezon będzie miał dziesięć odcinków.
12 października 2018 roku Netflix poinformował o zakończeniu serialu po drugim sezonie. Ujawniono również, że Disney rozważa przeniesienie produkcji do swojego serwisu streamingowego.

### Casting
W lutym 2016 roku poinformowano, że tytułowego bohatera, Daniela „Danny’ego” Randa / Iron Fista, zagra Finn Jones. W kwietniu 2016 roku do obsady dołączyli Jessica Henwick jako Colleen Wing, David Wenham jako Harold Meachum, Jessica Stroup i Tom Pelphrey jako Joy i Ward Meachum. W czerwcu 2016 roku Sacha Dhawan został obsadzony w roli Davosa, jednak jego rolę ujawniono dopiero w marcu 2017 roku. W październiku 2016 roku ujawniono, że swoją rolę z innych seriali powtórzy Rosario Dawson jako Claire Temple. W marcu 2017 roku ujawniono, że Ramón Rodríguez zagra Bakuto.
W marcu 2017 roku Sacha Dhawan poinformował, że powróci jako Davos w sezonie drugim, jeżeli zostanie on zamówiony. W lipcu 2017 roku poinformowano, że Finn Jones jako Danny Rand / Iron Fist i Jessica Henwick jako Colleen Wing powrócą w sezonie drugim oraz do obsady dołączyła Simone Missick jako Misty Knight, która występuje również w serialu Luke Cage. W grudniu 2017 roku potwierdzono powrót Dhawana oraz Toma Pelphrey’ego i Jessiki Stroup jako rodzeństwo Meachumów, a do obsady dołączyła Alice Eve.

### Zdjęcia
Zdjęcia do pierwszego sezonu rozpoczęły się w kwietniu 2016 roku, a zakończyły się na początku października tego samego roku. Sezon był kręcony w Nowym Jorku na Brooklynie i Long Island City. Za zdjęcia do pierwszej serii odpowiadał Manuel Billeter, natomiast Brett Chan za koordynowanie kaskaderami i choreografię walk. Zdjęcia do drugiego sezonu rozpoczęły się 13 grudnia 2017 roku, a zakończyły się 10 maja 2018 roku.

## Promocja
W lipcu 2016 roku podczas San Diego Comic-Conu zaprezentowano teaser serialu. W październiku tego samego roku, Loeb, Buck, Jones, Henwick, Wenham, Stroup, Pelphrey i Dawson pojawili się na panelu podczas New York Comic-Conu, gdzie zaprezentowano pierwszy zwiastun i fragmenty serialu.

## Odbiór

### Nominacje
| Rok  | Ceremonia     | Kategoria                         | Nominowani | Rezultat  | Przypis |
| ---- | ------------- | --------------------------------- | ---------- | --------- | ------- |
| 2018 | Saturn Awards | Najlepszy serial w nowych mediach | Iron Fist  | Nominacja | [ 51 ]  |